# Mike Resnick
Pour les articles homonymes, voir Resnick.
Œuvres principales
- Santiago
- Ivoire
- Kirinyaga

Michael Diamond Resnick, né le 5 mars 1942 à Chicago et mort le 9 janvier 2020 à Cincinnati, plus connu sous le nom de Mike Resnick, est un auteur américain de romans et nouvelles de science-fiction.
Une partie de sa production littéraire est inspirée par l'Afrique. C'est le cas d'Ivoire ou de Kirinyaga, et aussi de la trilogie que constituent Paradis, Purgatoire et Enfer, où Resnick transpose (de façon transparente) sur de lointaines planètes l'histoire de la décolonisation de plusieurs pays d'Afrique anglophone.

## Biographie
Mike Resnick naît à Chicago le 5 mars 1942. Il étudie à l'université de Chicago de 1959 à 1961 et y rencontre sa future épouse, Carol L. Cain. Le couple se marie en 1961. 
Dans les années 1960 et au début des années 1970, Resnick écrit plus de 200 romans « adultes » sous divers pseudonymes et édite trois magazines pour hommes et sept journaux à sensation. Pendant plus d'une décennie, il écrit une chronique hebdomadaire sur les courses de chevaux et une chronique mensuelle sur les border collies, que lui et sa femme ont élevés et exposés. 
Sa femme est également écrivaine. Elle est collaboratrice non créditée sur une grande partie des histoires de science-fiction de Mike Resnick, et co-auteure de deux scripts de films qu'ils ont vendus, basés sur ses romans Santiago et The Widowmaker. Elle a également créé des costumes dans lesquels elle et Mike sont apparus dans cinq mascarades de WorldCon dans les années 1970, remportant quatre des cinq concours. Sa fille Laura Resnick est une auteure de science-fiction et de fantasy primée.
Les articles de Resnick se trouvent à la bibliothèque des collections spéciales de l'université du Sud de la Floride à Tampa. En 2012, il est l'invité d'honneur de la 70e convention mondiale de science-fiction à Chicago.
Il décède le 9 janvier 2020 des suites d'un cancer à l'âge de 77 ans.

## Œuvres

### UniversBirthright

#### SérieTales of the Galactic Midway
1. (en) Sideshow, 1982
2. (en) The Three-Legged Hootch Dancer, 1983
3. (en) The Wild Alien Tamer, 1983
4. (en) The Best Rootin' Tootin' Shootin' Gunslinger in the Whole Damned Galaxy, 1983

#### SérieTales of the Velvet Comet
1. (en) Eros Ascending, 1984
2. (en) Eros at Zenith, 1984
3. (en) Eros Descending, 1985
4. (en) Eros at Nadir, 1986

#### SérieSantiago
1. Santiago, Denoël, coll. « Présence du futur » nos 540 & 541, 1993 ((en) Santiago, 1986)
2. (en) The Return of Santiago, 2003
3. La Belle Ténébreuse, Flammarion, coll. « Imagine », 1999 ((en) The Dark Lady, 1987)

- (en) Birthright: The Book of Man, 1982

#### SérieL'Infernale Comédie
1. Paradis, Denoël, coll. « Présence du futur » no 599, 1998 ((en) Paradise, 1989)
2. Purgatoire, Denoël, coll. « Présence du futur » no 560, 1998 ((en) Purgatory, 1993)
3. Enfer, Denoël, coll. « Présence du futur » no 561, 1998 ((en) Inferno, 1993)

#### SérieOracle
1. (en) Soothsayer, 1991
2. (en) Oracle, 1992
3. (en) Prophet, 1993

#### SérieLe Faiseur de veuves
1. Le Faiseur de veuves, Denoël, coll. « Présence du futur » no 579, 1997 ((en) The Widowmaker, 1996)
2. Renaissance, Denoël, coll. « Présence du futur » no 588, 1998 ((en) The Widowmaker Reborn, 1997)
3. Apothéose, Denoël, coll. « Présence du futur » no 617, 1999 ((en) The Widowmaker Unleashed, 1998)
4. (en) A Gathering of Widowmakers, 2005

#### SérieStarship
1. (en) Mutiny, 2005
2. (en) Pirate, 2006
3. (en) Mercenary, 2007
4. (en) Rebel, 2008
5. (en) Flagship, 2009

#### SérieDead Enders
1. (en) The Fortress in Orion, 2014
2. (en) The Prison in Antares, 2015

#### Romans indépendants
- Le Mangeur d'âmes, Imaginaires sans frontières, 2002 ((en) The Soul Eater, 1981)
- (en) Walpurgis III, 1982
- Ivoire, Denoël, coll. « Présence du futur » nos 519 & 520, 1991 ((en) Ivory, 1988)
- Projet Miracle, Denoël, coll. « Présence du futur » no 572, 1996 ((en) A Miracle of Rare Design, 1994)
- Markham ou la Dévoration, Denoël, coll. « Présence du futur » no 613, 1999 ((en) A Hunger in the Soul, 1998)
- L'Avant-poste, Flammarion, coll. « Imagine », 2003 ((en) The Outpost, 2001)

### UniversTomb Raider

#### SérieCore Design
1. Tomb Raider et l'Amulette du pouvoir, Fleuve noir, 2004 ((en) Tomb Raider and the Amulet of Power, 2003)Premier roman officiel directement inspiré du jeu vidéo

### SérieChronicles of Lucifer Jones
1. (en) Adventures, 1985
2. (en) Exploits, 1993
3. (en) Encounters, 1995
4. (en) Hazards, 2009

- (en) Lucifer Jones, 1992

### SérieJohn Justin Mallory
1. Sur la piste de la licorne, Flammarion, coll. « Imagine », 2000 ((en) Stalking the Unicorn, a Fable of Tonight, 1987)
2. (en) Stalking the Vampire, a Fable of Tonight, 2008
3. (en) Stalking the Dragon, a Fable of Tonight, 2009
4. (en) Stalking the Zombie, 2012

### SérieEli Paxton
1. (en) Dog in the Manger, 1997
2. (en) The Trojan Colt, 2013
3. (en) Cat on a Cold Tin Roof, 2014

### SérieKirinyaga
1. Sous d'autres soleils, Flammarion, coll. « Imagine », 2001 ((en) An Alien Land, 1998)
2. Kirinyaga. Une utopie africaine, Denoël, coll. « Présences », 1998 ((en) Kirinyaga, 1998)

### SérieWeird West Tales
1. (en) The Buntline Special: A Weird West Tale, 2010
2. (en) The Doctor and the Kid: A Weird West Tale, 2011
3. (en) The Doctor and the Rough Rider, 2012
4. (en) The Doctor and the Dinosaurs, 2013

### SérieThe Dreamscape Trilogy
1. (en) The Master of Dreams, 2019
2. (en) The Mistress of Illusions, 2020

### Romans indépendants
- (en) Redbeard, 1969
- (en) The Branch, 1984
- (en) Second Contact, 1990
- (en) The Red Tape War, 1991Écrit avec Jack L. Chalker et George Alec Effinger.
- (en) Lady With an Alien, 2005
- (en) Dragon America, 2005
- (en) A Club in Montmartre, 2006
- (en) World Behind the Door, 2007
- (en) The Omega Egg, 2007Écrit avec Tobias S. Buckell, Michael A. Burstein (en), Pat Cadigan, Bill Fawcett (en), David Gerrold, Brian Herbert, James Patrick Kelly, Kay Kenyon, Nancy Kress, Stephen Leigh, Jody Lynn Nye (en), Laura Resnick, Kristine Kathryn Rusch, Robert Sheckley, Dean Wesley Smith (en) et Jane Yolen.
- (en) The Cassandra Project, 2012Écrit avec Jack McDevitt.

### Nouvelles parues en français
- Équilibre, 1993 ((en) Balance, 1989)Parue dans le recueil Les Fils de Fondation, Presses de la Cité - Nouvelle de science-fiction en hommage à Isaac Asimov
- Le Chasseur de Snark, 2002 ((en) Hunting the Snark, 1999)Parue dans la revue Bifrost no 27, Le Bélial' - Prix Nebula du meilleur roman court et prix Hugo du meilleur roman court 2000
- Voyages avec mes chats, 2010 ((en) Travels With My Cats, 2004)Parue dans la revue Galaxies no 10 - Prix Hugo de la meilleure nouvelle courte 2005
- Rue de la mémoire qui flanche, 2020 ((en) Down Memory Lane, 2005)Parue dans la revue Galaxies no 64
- Le Bazar aux Merveilles d'Alastair Baffle, 2015 ((en) Alastair Baffle's Emporium of Wonders, 2008)Parue dans la revue Galaxies no 34
- Une profession de foi, 2011 ((en) An Article of Faith, 2008)Parue dans la revue Galaxies no 12
- La Fiancée de Frankenstein, 2012 ((en) The Bride of Frankenstein, 2009)Parue dans la revue Galaxies no 16

- Retour à la maison, 2018 ((en) The Homecoming, 2011)Parue dans la revue Galaxies no 54

- Kilimandjaro, 2011 ((en) Kilimandjaro, 2008)Parue dans la revue Bifrost no 62